# International Cultic Studies Association
Pour les articles homonymes, voir AFF.
L'International Cultic Studies Association (ICSA) est une association à but non lucratif de personnes concernées par les manipulations psychologiques et les abus commis au sein des groupes et mouvement de type sectaires. Elle est basée aux États-Unis et est l'un des plus grands organismes professionnels pour la recherche et l'éducation dans ce domaine[réf. nécessaire]. L'actuel directeur exécutif est le psychologue Michael Langone (en). Fondée en 1979 sous le nom de American Family Foundation (AFF), elle a changé de nom en décembre 2004.

## Histoire
L'American Family Foundation a été fondée en 1979 par Kay Barney dont la fille était devenue membre de l'Église de l'Unification. À l'inverse d'autres associations contemporaines concernées par les sectes, Barney a voulu s'adresser aux professionnels et aux scientifiques, c'est pourquoi elle créa cette association à but non lucratif consacrée à la recherche et à l'information.
Pour éviter les débats internes, l'association n'a pas de base de données sur les adhérents. Elle est dirigée par un conseil d'administration.
En 1980-1981, l'American Family Foundation s'associe avec John Gordon Clark (en) et son équipe (dont Michael Langone (en)), un psychiatre d'Harvard qui entreprenait des recherches sur les nouveaux mouvements religieux. Cette association entraîne la professionnalisation que Barney espérait quand l'association fut fondée.
En 1990, l'American Family Foundation oriente son effort de recherche et de soutien depuis les familles vers les anciens membres des groupes sectaires. À partir de 1995, elle utilise de plus en plus son site web pour faire connaître les résultats de ses travaux.
En décembre 2004, l'American Family Foundation change son nom pour s'appeler International Cultic Studies Association.

## Activités
L'International Cultic Studies Association entretient une base de données consultable via le web avec des informations sur les  sectes et des conclusions d'enquête sur la manipulation et les abus psychologiques. Elle édite « la revue d'études des sectes » (Cultic Studies Review) dont tous les articles sont aussi disponibles sous forme résumée via web. Au sein de cette association existe un service d'information pour les familles, le clergé, les étudiants, et les professionnels. Enfin, l'ICSA anime des conférences annuelles pour les professionnels, des ateliers pour les familles, et forme les membres et les professionnels de la santé mentale.
Elle organise entre autres une conférence annuelle, depuis 2005, de trois jours, au début de juillet, alternativement en Europe et en Amérique du Nord. La conférence de 2017 se tient à Bordeaux, du 29 juin au 1e juillet compris.